# Латыголичский сельсовет
Латыголичский сельсовет — упразднённая административная единица на территории Чашникского района Витебской области Республики Беларусь.

## Состав
Латыголичский сельсовет включал 8 населённых пунктов:
- Адамовка — деревня
- Богданово — деревня
- Замошье — деревня
- Латыголичи — деревня
- Рудное — деревня
- Студенка — деревня
- Черная Лаза — деревня
- Ясная Горка — деревня